# Grand Prix d'Automne
 (janvier 2014).
Ne doit pas être confondu avec le Grand Prix d'Automne qui était le nom de la course cycliste Paris-Tours entre 1978 et 1987.
Groupe I
Le Grand Prix d'Automne est une course hippique de haies se déroulant au mois de novembre sur l'hippodrome d'Auteuil.

C'est une course de groupe I (depuis 1999) réservée aux chevaux de 5 ans et plus. Elle se court sur 4 800 mètres. L'allocation pour l'année 2016 est de 370 000 €.

## Historique
Le Grand Prix d'Automne a été créé pour faire pendant à la Grande Course de Haies de Printemps (appelée alors Grand Prix du Printemps), principal handicap pour hurdlers, instaurée en 1928.

## Palmarès depuis 2000
| Année | Vainqueur        | S/A | Pays        | Père           | Jockey            | Entraîneur               | Propriétaire                   | Deuxième           | Troisième          |
| 2016  | Alex de Larredya | H6  | France      | Crillon        | Gaëtan Masure     | François Nicolle         | Simon Munir                    | Solway             | Ptit Zig           |
| 2015  | Thousand Stars   | H11 | Irlande     | Grey Risk      | Ruby Walsh        | Willie Mullins           | Hammer & Trowel Syndicate      | Aubusson           | Hippomène          |
| 2014  | Zarkandar        | H7  | Royaume-Uni | Azamour        | Vincent Cheminaud | Paul Nicholls (en)       | Chris Giles / Potensis Ltd     | Gemix              | Dulce Leo          |
| 2013  | Rêve de Sivola   | H8  | Royaume-Uni | Assessor       | James Reveley     | Nicolas Williams         | Paul Duffy Diamond Partnership | Lord Prestige      | Gemix              |
| 2012  | Saint du Chênet  | H6  | France      | Poliglote      | Régis Schmidlin   | Marcel Rolland           | Magalen Bryant                 | Le Tranquille      | River Choice       |
| 2011  | La Segnora       | F5  | France      | Turgeon        | Frédéric Ditta    | Yann-Marie Porzier       | Paul Sebag                     | Saphir River       | River Choice       |
| 2010  | Questarabad      | H6  | France      | Astarabad      | Régis Schmidlin   | Marcel Rolland           | Mme Roger Polani               | Coralhasi          | Good Bye Simon     |
| 2009  | Questarabad      | H5  | France      | Astarabad      | Régis Schmidlin   | Marcel Rolland           | Mme Roger Polani               | Grande Haya        | Worldbest          |
| 2008  | Monoalco         | H8  | France      | Dom Alco       | David Berra       | Philippe Peltier         | Philippe Peltier               | Atamane            | Coralhasi          |
| 2007  | Zaiyad           | H6  | France      | Sadler's Wells | Jacques Ricou     | Arnaud Chaillé-Chaillé   | Sean Mulryan                   | Monoalco           | Shinco du Berlais  |
| 2006  | Zaiyad           | H5  | France      | Sadler's Wells | Christophe Pieux  | Arnaud Chaillé-Chaillé   | Sean Mulryan                   | Royale Athenia     | Lycaon de Vauzelle |
| 2005  | Millenium Royal  | H5  | France      | Mansonnien     | Arnaud Duchêne    | François Doumen          | Joerg Vasicek                  | Lycaon de Vauzelle | Sunspot            |
| 2004  | Grande Haya      | H5  | France      | Solid Illusion | Cyrille Gombeau   | Alain Bonin              | Mme Dominique Vacher           | Great Love         | Ennemi d'Etat      |
| 2003  | Katiki           | H6  | France      | Cadoudal       | Laurent Métais    | Jean-Paul Gallorini      | Mme Joseph Shalam              | Karly Flight       | Great Love         |
| 2002  | Laveron          | M7  | France      | Konigsstuhl    | Thierry Doumen    | François Doumen          | Dirk Grauert                   | Tiger Groom        | El Fuego           |
| 2001  | Magnus           | H5  | France      | Roakarad       | Christophe Pieux  | Jacques Ortet            | Naji Pharaon                   | Kimbi              | El Fuego           |
| 2000  | Le Sauvignon     | H6  | France      | Morespeed      | Dominique Bressou | Jehan Bertran de Balanda | David James Jackson            | Baracouda          | Kimbi              |